# Dancing Flowers
Dancing Flowers – piąta autorska płyta Krzysztofa Herdzina, wydana w 2005 roku przez wytwórnię Fusion Records (nagrania zostały zrealizowane w 2001 roku). Na albumie znajdują się oryginalne kompozycje lidera, wywodzące się z nurtu fusion oraz jazz-rock. Utwory charakteryzują bardzo rozbudowanymi składami instrumentalnymi, a niemalże big-bandowe aranżacje instrumentów dętych przywodzą na myśl brzmienie amerykańskiego zespołu „Tower of Power”. Sam lider, oprócz fortepianu, gra na organach Hammonda, syntezatorach i Rhodes Piano. Na płycie znajdują się również piosenki do tekstów Piotra Bukartyka.

## Lista utworów
1. Pasmanteria
2. Pyłem księżycowym
3. Black Jack
4. Rocco
5. Cytrynowy Spray
6. Bukiet fiołków
7. Thelonious Funk
8. Dancing Flowers
9. Niech ci będzie
10. Amazing Duck

## Wykonawcy
- Krzysztof Herdzin – pianista, kompozytor, aranżer, producent
- Filip Sojka – gitara basowa
- Zbigniew Wegehaupt – gitara basowa, kontrabas
- Mirosław Wiśniewski – gitara basowa
- Cezary Konrad – perkusja
- Michał Dąbrówka – perkusja
- Grzegorz Grzyb – perkusja
- Marek Podkowa – saksofon tenorowy
- Marek Napiórkowski – gitary
- Michał Kulenty – saksofony
- Mariusz Mielczarek – saksofon altowy
- Sebastian Sołdrzyński – trąbka
- Andrzej Rękas – puzon
- Sebastian Stanny – saksofon tenorowy
- Hanna Stach – śpiew
- Patrycja Gola – śpiew
- Jacek Kotlarski – śpiew